# Феофановский
Феофа́новский — населённый пункт в Зиминском районе Иркутской области России. Входит в состав Кимильтейского муниципального образования.

## География
Населённый пункт находится на расстоянии примерно 34 км к западу от города Зима, административного центра района.

## Население
| 2002 | 2010 | 2011 | 2012 |
| ---- | ---- | ---- | ---- |
| 38   | ↘28  | →28  | ↗34  |

### Гендерный состав
По данным Всероссийской переписи, в 2010 году в населённом пункте проживало 28 человек (15 мужчин и 13 женщин).